# Jerzy Kłoczowski
Jerzy Kazimierz Kłoczowski (ur. 29 grudnia 1924 w Bogdanach, zm. 2 grudnia 2017 w Warszawie) – polski historyk, profesor nauk humanistycznych, senator I kadencji, w latach 1991–2011 przewodniczący Polskiego Komitetu ds. UNESCO. Kawaler Orderu Orła Białego.

## Życiorys
Podczas II wojny światowej był żołnierzem Armii Krajowej i uczestnikiem powstania warszawskiego, podczas którego stracił prawą rękę. W latach 1945–1948 studiował na Uniwersytecie im. Adama Mickiewicza w Poznaniu oraz na Uniwersytecie Mikołaja Kopernika w Toruniu. W 1950 uzyskał stopień naukowy doktora i został wykładowcą Katolickiego Uniwersytetu Lubelskiego. W 1967 otrzymał tytuł naukowy profesora nadzwyczajnego, a w 1974 tytuł naukowy profesora zwyczajnego.
W pracy naukowej zajmował się historią Polski przedrozbiorowej i dziewiętnastowiecznej, historią chrześcijaństwa w Polsce i dziejami zakonów oraz historią Europy Środkowo-Wschodniej.
W Sekcji Historii KUL kierował Katedrą Historii Średniowiecznej i Katedrą Historii Kultury Polskiej, a od 1957 kierował Instytutem Geografii Historycznej Kościoła w Polsce, którego był współtwórcą. W latach 1968–1974 był dziekanem Wydziału Nauk Humanistycznych KUL. Pełnił funkcję wiceprzewodniczącego Międzynarodowej Komisji Historii Porównawczej Kościołów, przewodniczącego Polskiej Komisji Historii Porównawczej Kościołów w Komitecie Nauk Historycznych Polskiej Akademii Nauk oraz kuratora Koła Naukowego Historyków Studentów KUL. W latach 2000–2004 przewodniczył Konwentowi Europejskiego Kolegium Polskich i Ukraińskich Uniwersytetów, następnie został jego honorowym przewodniczącym. Prace magisterskie oraz doktorskie pod kierunkiem Jerzego Kłoczowskiego napisali m.in. Czesław Deptuła, Henryk Gapski, Grażyna Karolewicz, Adam Chruszczewski, Jerzy Flaga, Piotr Gach, Janusz Krupski, Bolesław Kumor, Stanisław Litak, Sławomir Łukasiewicz, Wiesław Müller, Stanisław Olczak, Daniel Olszewski, Adam Penkalla, Robert Potocki, Franciszek Stopniak, Józef Szymański, Tadeusz Śliwa, Eugeniusz Wiśniowski.
W 1956 należał do założycieli warszawskiego Klubu Inteligencji Katolickiej. Od 1981 do 1991 był członkiem rady Polskiego Instytutu Kultury Chrześcijańskiej Fundacji Jana Pawła II w Rzymie. Od 1981 kierował pracami Wszechnicy Regionu Środkowo-Wschodniego „Solidarności”. W okresie stanu wojennego współpracował z tajnymi strukturami „Solidarności”. Od 1989 do 1990 przewodniczył Komitetowi Obywatelskiemu na Lubelszczyźnie. W 1989 został powołany w skład Trybunału Stanu. Rok później z ramienia KO w wyborach uzupełniających po śmierci Adama Stanowskiego uzyskał mandat senatora I kadencji w województwie lubelskim. W Senacie zasiadał do 1991, pracował w Komisji Spraw Zagranicznych, należał do Parlamentarnego Klubu Unii Demokratycznej.
Był jednym z inicjatorów powołania organizacji kombatanckiej Armii Krajowej. W okresie 1989–1990 pełnił funkcję prezesa Światowego Związku Żołnierzy AK w okręgu lubelskim. W 1991 znalazł się wśród inicjatorów i fundatorów Instytutu Armii Krajowej w Lublinie. Należał do Związku Inwalidów Wojennych RP, rady Kasy im. Józefa Mianowskiego, był wiceprzewodniczącym Forum Polsko-Ukraińskiego, członkiem Narodowej Rady Integracji Europejskiej, rady naukowej przy Wielkim Kanclerzu KUL, rady naukowej Instytutu Jana Pawła II KUL, współprzewodniczącym polsko-białoruskiej komisji ds. podręczników szkolnych, rady Państwowego Muzeum na Majdanku, członkiem korespondentem (od 1992) i następnie od 2004 członkiem czynnym Polskiej Akademii Umiejętności, członkiem honorowym Polskiego Towarzystwa Historycznego (2000) i Collegium Invisibile (2004), członkiem Poznańskiego Towarzystwa Przyjaciół Nauk i Towarzystwa Naukowego Warszawskiego. Należał do Lubelskiego Towarzystwa Naukowego i Towarzystwa Naukowego KUL. W latach 1986–1989 był członkiem Ogólnopolskiego Komitetu Grunwaldzkiego.

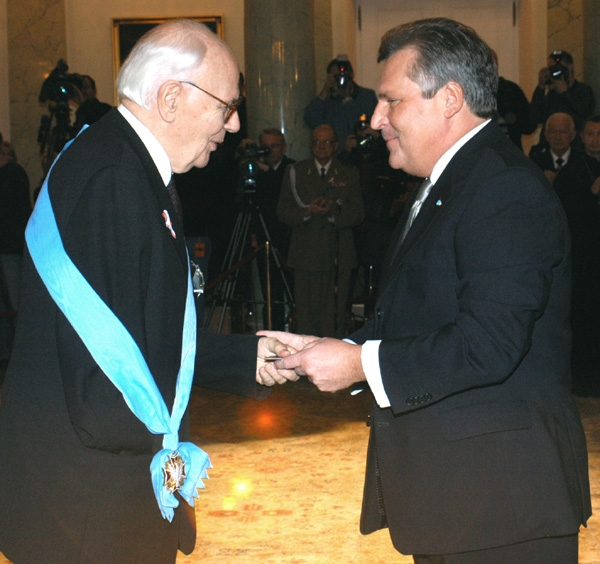
Jerzy Kłoczowski odznaczany Orderem Orła Białego przez prezydenta Aleksandra Kwaśniewskiego (2004)

W 1991 objął kierownictwo Towarzystwa Instytutu Europy Środkowo-Wschodniej w Lublinie, w 2002 został dyrektorem Instytutu Europy Środkowo-Wschodniej. Był przewodniczącym Międzynarodowej Federacji Instytutów Europy Środkowo-Wschodniej, przewodniczącym Polskiego Komitetu ds. UNESCO (1991–2011), członkiem Rady Wykonawczej UNESCO, kilkakrotnie przewodniczył polskiej delegacji na Konferencji Generalnej UNESCO, był założycielem Polskiej Rady Ruchu Europejskiego. Wykładał również m.in. na Collège de France, Merton College w ramach Oxford University i University of Madison-Wisconsin.
Jerzy Kłoczowski zmarł 2 grudnia 2017. Msze święte pogrzebowe w intencji Jerzego Kłoczowskiego odbyły się 12 grudnia w archikatedrze św. Jana Chrzciciela i św. Jana Ewangelisty w Lublinie oraz 13 grudnia w kościele św. Jacka w Warszawie. Msza święta i uroczystości pogrzebowe wraz ze złożeniem prochów Jerzego Kłoczowskiego do grobu na cmentarzu parafialnym w Krzynowłodze Wielkiej miały miejsce 14 grudnia.
Pochowany na cmentarzu parafialnym w Krzynowłodze Wielkiej.

## Życie prywatne
Był synem Eugeniusza Kłoczowskiego, inżyniera rolnika, ziemianina, właściciela majątku Bogdany, oraz Ireny z domu Cichowskiej. Brat dominikanina Jana Andrzeja Kłoczowskiego. W 1947 zawarł związek małżeński z Krystyną z domu Mańkiewicz (1925–2012; jej siostrą była Hanna Dylągowa). Był ojcem m.in. literata Piotra Kłoczowskiego, filozofa Pawła Kłoczowskiego oraz tłumacza Jana Marii Kłoczowskiego. Zmarł 2 grudnia 2017.

## Odznaczenia i wyróżnienia
Odznaczony m.in. Orderem Orła Białego (2004), Krzyżem Srebrnym Orderu Virtuti Militari, Krzyżem Kawalerskim Orderu Odrodzenia Polski, Krzyżem Walecznych i Srebrnym Krzyżem Zasługi z Mieczami, ukraińskim Orderem „Za Zasługi” trzeciego stopnia (2008). W 2004 otrzymał statuetkę Przasnyskiego Koryfeusza. Jest również laureatem Nagrody Pojednania Polsko-Ukraińskiego. Laureat Nagrody Fundacji Jurzykowskiego, nagrody specjalnej „Przeglądu Wschodniego”, Nagrody Obojga Narodów Polski i Litwy, Nagrody „Rzeczpospolitej” im. Jerzego Giedroycia, medalu za zasługi dla KUL, Nagrody Honorowej im. Henryka Wereszyckiego i Wacława Felczaka. Był doktorem honoris causa Uniwersytetu w Grodnie, Akademii Kijowsko-Mohylańskiej, Wolnego Uniwersytetu w Berlinie i Uniwersytetu Sorbona w Paryżu. W 2011 został odznaczony odznaką honorową „Bene Merito”. W 2005 został laureatem przyznawanej przez Nagrody Polskiego PEN Clubu im. Jana Parandowskiego.

## Publikacje
- Wspólnoty chrześcijańskie, 1964
- Kościół w Polsce, 1968 i 1970
- Chrześcijaństwo w Polsce, 1981
- Europa Słowiańska w XIV–XV wieku, 1984
- Bullarium Poloniae (wstęp w jęz. fr.), 1985
- Szkice historyczne, 1986
- Dzieje polskiego chrześcijaństwa, 1987 i 1991
- Od pustelni do wspólnoty, 1987
- Chrześcijaństwo i historia, 1990
- Europa Środkowowschodnia w historiografii krajów regionu, 1993
- Młodsza Europa. Europa Środkowo-Wschodnia w kręgu cywilizacji chrześcijańskiej średniowiecza, seria „Rodowody Cywilizacji”, 1998
- Dzieje chrześcijaństwa polskiego, 2000
- Historia Polski od czasów najdawniejszych do końca XV wieku, 2000
- Aktualność przesłania paryskiej „Kultury” w dzisiejszej Europie (współautor), 2007
- Nasza tysiącletnia Europa, 2010
- 20 biogramów w Polskim Słowniku Biograficznym[15]